# Bryum torquatum
Bryum torquatum är en bladmossart som beskrevs av Mohamed 1979. Bryum torquatum ingår i släktet bryummossor, och familjen Bryaceae. Inga underarter finns listade i Catalogue of Life.